# 브라질 총독부
브라질 총독부는 포르투갈의 총독부이다.

## 건국
세습 카피타니아 제도가 실패로 돌아가자, 주앙 3세는 카피타니아들을 합병하고 브라질 총독부를 세웠다. 1549년 1월 7일에 초대 총독 토메 드 소자가 임명되어 3월 29일에 브라질에 도착하였다. 초대 총독의 임무는 식민통치의 중심지를 건설하는 것이었는데, 중심지로 바이아의 토두스 우스 산투스가 선정되었고 도시는 상사우바도르 다 바이아 지 토두스 우스 산투스라고 불렸다.

## 초기
토메 드 소자의 임무는 해안 경비를 정비하고 지주들을 도와 식민지의 행정과 사법 제도를 정비하는 것이었다. 총독은 도시를 정비하고 특히 사탕수수 생산에 큰 역할을 하였는데,
땅을 나눠주고 길을 냈으며 조선소도 만들었다. 이렇게 식민지에 중앙통치체제가 자리 잡았으며, 카피타니아들을 총독부로 통합하면서 식민화가 한층 더 빨라졌다.
1553년에 소자가 물러나고, 두아르트 다 코스타가 부임했다. 소자와 마찬가지로 일행 260명을 데리고 도착했다. 그 중에는 아들인 알바루 다 코스타와 바스크인 예수회 선교사 호세 데 안치에타도 있었다. 호세 데 안치에타는 원주민에게 처음으로 기독교를 전파한 선교사였는데, 개종한 이들을 포함한 원주민을 노예로 부리려 했던 알바루 다 코스타와 갈등을 빚었다. 두아르트 다 코스타의 임기 중에는 또한 프랑스인 개신교 선교사들이 구아나바라에 정착하여 프랑스 안타르크티크라는 식민지를 건설했는데, 이에 분노한 바이아 의회가 왕실에 총독 교체를 요청했다.
1558년에 세 번째 총독인 멩 드 사가 부임했고, 정착해 농사를 짓는 사람에게 땅을 지급하는 세즈마리아 정책을 계속 이어나갔다. 멩 드 사는 또한 세르지피 강변에 엔제뉴(사탕수수 제분소)를 지었으며, 구아나바라 만의 타모이우인들과 연합한 프랑스 안타르크티크에 맞서기 위해 아라리보이아가 이끄는 테미미노인]들과 연합했다. 1565년에 멩 드 사의 조카 이스타시우 드 사]가 구아나바라 지역을 수복하고, 히우 지 자네이루라는 도시를 세운다.

## 이베리아 연합 시기
1580년부터 1640년 사이에는 포르투갈 왕가와 스페인 왕가가 이베리아 연합을 형성했으며, 스페인의 왕인 펠리페 2세, 펠리페 3세, 펠리페 4세의 통치를 받았다. 이 시기 남아메리카에서는 사실상 토르데시야스 조약으로 형성된 국경이 무의미해졌으며, 브라질이 서쪽으로 확장되었다.
엔트라다 또는 반데이란치라고 불리는 내륙 탐험대가 조직되었고, 이들은 세르탕(오지)이라 불렸던 서부 내륙 지방을 탐험하며 금이나 은 같은 값진 광물을 찾는가 하면 원주민을 납치해 노예로 삼았다.
이베리아 연합 시기에는 또한, 포르투갈과는 우호적인 관계였지만 스페인과는 적대하던 유럽 열강들이 브라질을 침략했다. 그 중 네덜란드인들은 페르남부쿠와 파라이바 등 브라질 북동부 해변에서 25년 동안 물러나지 않았다.
스페인 왕조는 여러 가지 행정적 변화를 시도했는데, 1621년에는 브라질이 브라질국과 마라냥국으로 분리되었다. 브라질국은 페르남부쿠부터 산타 카타리나까지 브라질 북동부와 남동부, 남부 일부에 걸쳐 있었으며, 마라냥국은 세아라와 아마존 우림 지역에 걸쳐 있었다. 마라냥국의 수도는 상루이스, 브라질국의 수도는 사우바도르였다.
17세기에 브라질국은 파라에서 히우 그란지 두 노르치까지 영역을 확장하고, 18세기에는 히우그란지지상페드루(현재의 히우그란지두술)와 미나스제라이스 지역, 그리고 일부 아마존 우림 지역까지 포함하게 된다. 마라냥국은 폼발 후작 시대에 소멸한다.

## 네덜란드령 브라질
네덜란드의 브라질 북동부 침략은 네덜란드-포르투갈 전쟁의 일부로 볼 수 있다. 1630년에 네덜란드 서인도 회사가 페르남부쿠 카피타니아를 침략했다. 이베리아 연합 시기(1580년-1640년)에, 스페인과 전쟁 중이었으나 아직 독립을 인정받지 못한 네덜란드 공화국은 가장 부유한 카피타니아인 페르남부쿠를 침략함으로써 스페인에 일격을 가하는 동시에 바이아에서의 실패를 만회하려 했다.
1629년 12월 26일에 카보베르데의 상비센트섬에서 배 66척과 사람 7280명으로 이루어진 함대가 페르남부쿠로 출발했으며, 파우 아마렐루 해변에 도착해서 1630년 2월에 페르남부쿠 카피타니아를 정복하고 네데를란츠브라질리어(네덜란드령 브라질) 또는 니우홀란트(뉴홀란트)라 불리는 식민지를 건설했다. 도시 강 유역에서 포르투갈의 반격이 있었고, 포르투갈이 올린다를 공격해 헤시피로 통하는 지협을 차지했다.
1637년에 요한 마우리츠 공작이 건축가와 기술자들을 데리고 니우홀란트에 도착했으며, 마우리츠스타트(현 헤시피) 도시 건설이 시작되었다. 건축가 피터르 포스트가 신도시 및 궁전, 천문대 등의 설계를 맡았다. 1644년 2월 28일에 라틴 아메리카 최초의 다리가 헤시피(현 헤시피 구)와 마우리츠스타트를 연결했다. 나사우시헌 정부를 거치면서 헤시피가 아메리카 최대의 국제도시로 자리매김했다. 또한 아메리카 최대의 유대인 거주지가 되었으며, 이곳에 신대륙 최초의 시나고그인 카할 추르 이스라엘과 두 번째 시나고그인 마겐 아브라함이 지어졌다. 나사우시헌 가문을 위한 프레이뷔르흐 궁 내부에는 아메리카 최초의 천문대가 세워졌다.
후에 네덜란드 서인도 회사가 마우리츠 공작을 해임하면서, 페르남부쿠 주민들이 저항세력과 연합해 페르남부쿠 반란을 일으켰다.
1645년 5월 15일에 상조앙 엔제뉴에서 반란군 지도자 18명이 네덜란드 지배세력에 저항하기로 결의했고, 타보카스 산 전투에서 안토니우 디아스 카르도주가 이끄는 포르투갈계 반란자 1,200여 명이 네덜란드군 1,900여 명을 상대로 첫 승리를 거두었다. 네덜란드인들은 카자 포르치로 도망쳤으나, 그곳에서 다시 포르투갈계 브라질인과 원주민, 흑인 노예로 이루어진 반란군에게 패했다. 카부 지 산투 아고스치뉴, 폰타우 지 나자레, 시리냐엥, 히우 포르모주, 포르투 카우부, 포르치 마우리시우 등에서 전투가 이어졌고 반란군이 승리했다.
니우홀란트에 고립된 네덜란드인들은 식량 부족에 시달리다가 상로렌수, 카투마와 테주쿠파푸의 카사바 플랜테이션 농장을 공격하기에 이르렀다. 1646년 4월 24일에 일어난 테주쿠파푸 전투에서는 여성 농민들이 농기구와 소형 무기로 네덜란드인 침략자를 쫓아내고, 모욕을 주었다. 이는 여성이 참여한 최초의 브라질 영토 방어전이다.
포르투갈군이 점점 증원됨에 따라, 네덜란드인들은 1654년의 2차 구아라라페스 전투를 마지막으로 완전히 물러났다. 이때 브라질 육군이 창설되었다.
포르투갈인들은 유대인들이 3개월 안에 기독교로 개종하거나 식민지를 떠나도록 했다. 종교 재판 화형을 두려워한 유대인 대부분은 가진 것을 모두 팔고 16척의 배를 타고 떠났다. 대부분 암스테르담으로 떠났으며, 마지막 배는 뉴욕으로 떠났다. 맨해튼에 도착한 이들은 후에 큰 경제적 성공을 거두게 된다.
네덜란드 공화국은 1차 영국-네덜란드 전쟁을 치르느라 브라질에 있는 네덜란드인들을 돕지 못했으나, 전쟁이 끝나고 1654년 5월에 식민지 반환을 요구했다. 브라질 북동부를 다시 침략하겠다는 위협을 받은 포르투갈은 16년간 4백만 크루자두를 네덜란드 공화국에 지급하라는 요구에 굴복했으며, 결국 1661년 8월 6일에 헤이그 조약을 통해 네덜란드 공화국이 공식적으로 브라질 북동부를 포르투갈에 양도하게 된다.

## 식민지 브라질의 경제
한편, 파우 브라질이 고갈된 이후 새로운 산업으로 북동부에 마데이라 제도에서 사탕수수가 도입되어 엔제뇨(설탕 농장)에서 일하는 노동력으로 먼저 인디오가 노예화된 후 인디오의 수가 부족하자 서부와 앙골라, 모잠비크에서 흑인 노예가 대량으로 유입되어 포르투갈 농장주의 파젠다(농장)에서 혹사를 당했다.
브라질 내륙의 탐험은 상파울루의 반데이란테(노예사냥 탐험대)에 의해 17세기에 시작되었다. 반데이란테는 각지에 원정하여 현재 도시의 기반이 되는 마을을 많이 세웠지만, 남부와 파라과이까지 원정하여 예수회가 보호되고 있던 과라니 사람을 노예로 잡아갔다. 이런 가운데 힘든 강제노동에 참다못한 흑인 노예 중에는 브라질 오지로 도망쳐 주거지를 형성한 사람도 있었다. 이러한 주거지들을 ‘모캄보’나 ‘킬롬보’라고 불렀고, 이곳에서 아프리카 흑인들뿐만 아니라 인디오 원주민들도 있었다. 이러한 킬롬보 중에서 가장 규모가 컸던 킬롬보 도스 팔마레스는 오늘 날의 알라고아스주에 해당하는 위치에 있었으며, ‘강가 즘비’에 의해 다스려졌으며, 이후 그의 후계자인 ‘즘비’가 통치를 하였다. 이후 네덜란드인들과 포르투갈인들이 여러 차례 팔마레스를 공략하여 했지만 실패했고, 1695년 유명한 사오 파울로 출신의 도밍고스 조르제 벨호가 가까스로 킬롬보 공략에 성공하여 즘비를 죽이고 이곳을 정복했다.
1680년 포르투갈 식민지 정부는 토르데시야스 조약을 무시하고 라플라타강 하구 좌안의 부에노스아이레스의 건너편에 콜로니아 데 세크라멘토를 건설했기 때문에 이후 반다 오리엔탈 지역은 독립 이후까지 계속되는 브라질과 부에노스아이레스의 권력 사이에 충돌의 장이 되었다. 또한, 남부에서는 라플라타 지역의 스페인의 영향을 받아 가우초라는 목동 집단이 생겨났다.
이후 18세기에는 미나스제라이스에서 금광이 발견되었기 때문에 골드 러시가 일어나, 브라질의 중심이 북동부에서 남서부로 이동하여 1763년 리우데자네이루가 식민지의 수도가 되었다.